# McLaren MP4/2B
Chronologie des modèles (1985)
McLaren MP4/2 McLaren MP4/2C
La McLaren MP4/2B est une monoplace de Formule 1 engagée par l'écurie britannique McLaren-TAG-Porsche, engagée dans le cadre du championnat du monde de Formule 1 1985. Elle est pilotée par l'Autrichien Niki Lauda, remplacé par le Britannique John Watson lors du Grand Prix d'Europe, et par le Français Alain Prost. L'équipe McLaren remporte lors de cette saison les titres de champion du monde des pilotes avec Prost, et le titre de champion du monde des constructeurs.

## Historique

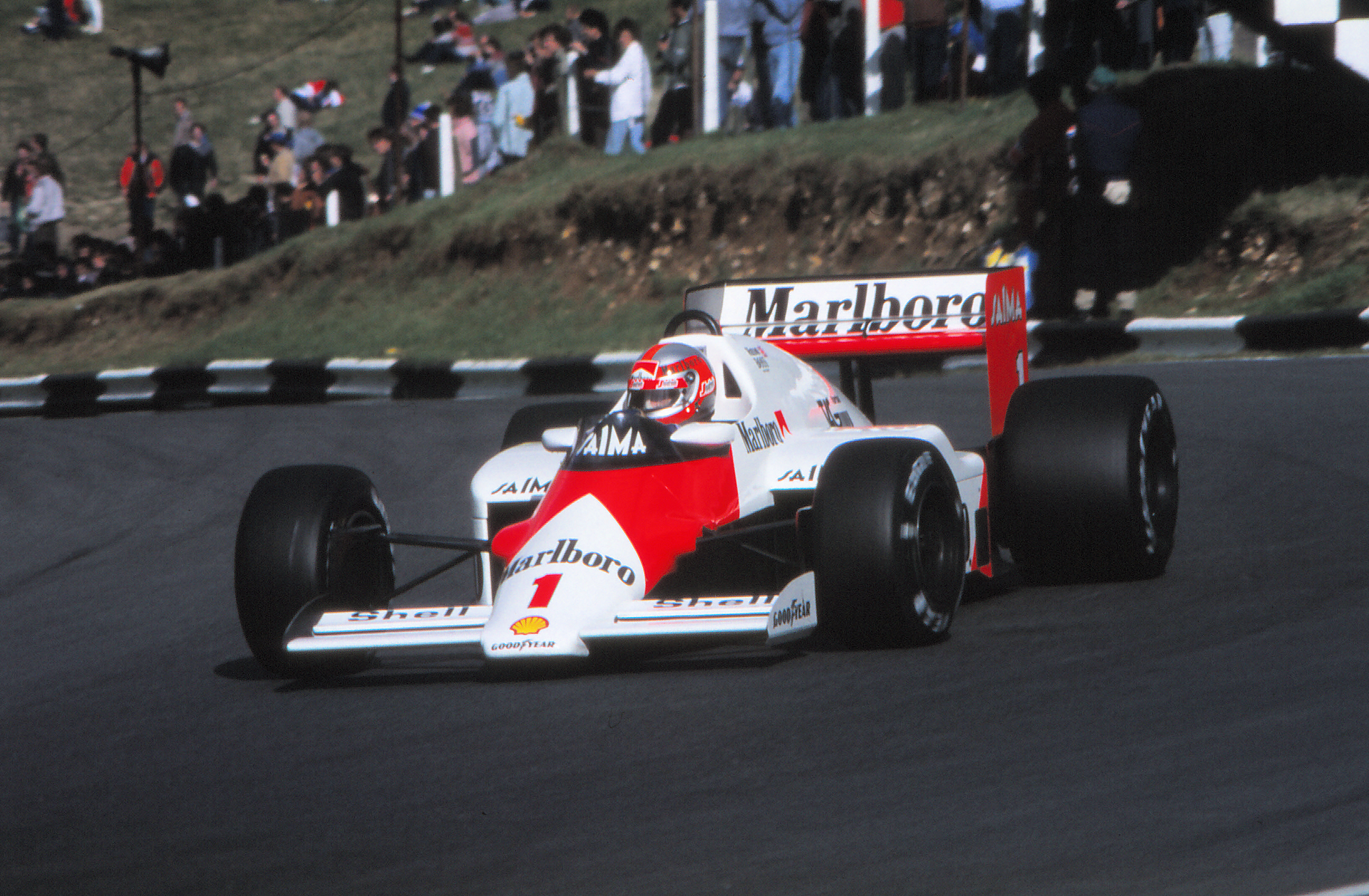
John Watson remplace Niki Lauda lors du Grand Prix d'Europe 1985.

Lors du championnat du monde de Formule 1 1984, les deux pilotes de l'écurie McLaren, Lauda et Prost, s'étaient affrontés pour le titre pilotes et l'expérimenté autrichien ne s'était imposé face à son jeune et plus rapide équipier que d'un demi-point. La collaboration entre McLaren, TAG et Porsche débutait, et allait ouvrir une ère de domination totale de l'écurie britannique sur la Formule 1 pour les années à venir. En 1985, la MP4-2B est la machine à battre et le duo de pilotes aligné à son volant apparaît comme le plus homogène du plateau.
Durant cette saison, Prost est le plus régulier, signant onze podiums, cinq victoires (deux fois plus que ses dauphins Keke Rosberg et Michele Alboreto). Au Grand Prix de Saint-Marin, le Français remporte la course mais il est disqualifié en raison du poids non réglementaire de sa monoplace. La victoire revient alors à Elio De Angelis. Son équipier Niki Lauda, poursuivi par la malchance avec dix abandons contre trois à Prost et démotivé, ne remporte qu'une seule victoire à Zandvoort, la dernière de sa carrière, et laisse sa place à John Watson pour le Grand Prix d'Europe après un accident lors du Grand Prix de Belgique. Lors de cette course, Watson se qualifie en vingt-et-unième position, à trois secondes de Prost, auteur du sixième temps. Le Britannique termine en septième position avec trois tours de retard sur le vainqueur Nigel Mansell. Prost, qui marque les points de la quatrième place, remporte lors de cette course son premier titre de champion du monde de Formule 1.
À l'issue de la saison, McLaren Racing remporte le championnat des constructeurs avec 90 points. Prost, avec 76 points à son compteur, décroche son premier titre de champion du monde, tandis que Lauda termine à la dixième place finale avec 14 points.

## Résultats en championnat du monde de Formule 1

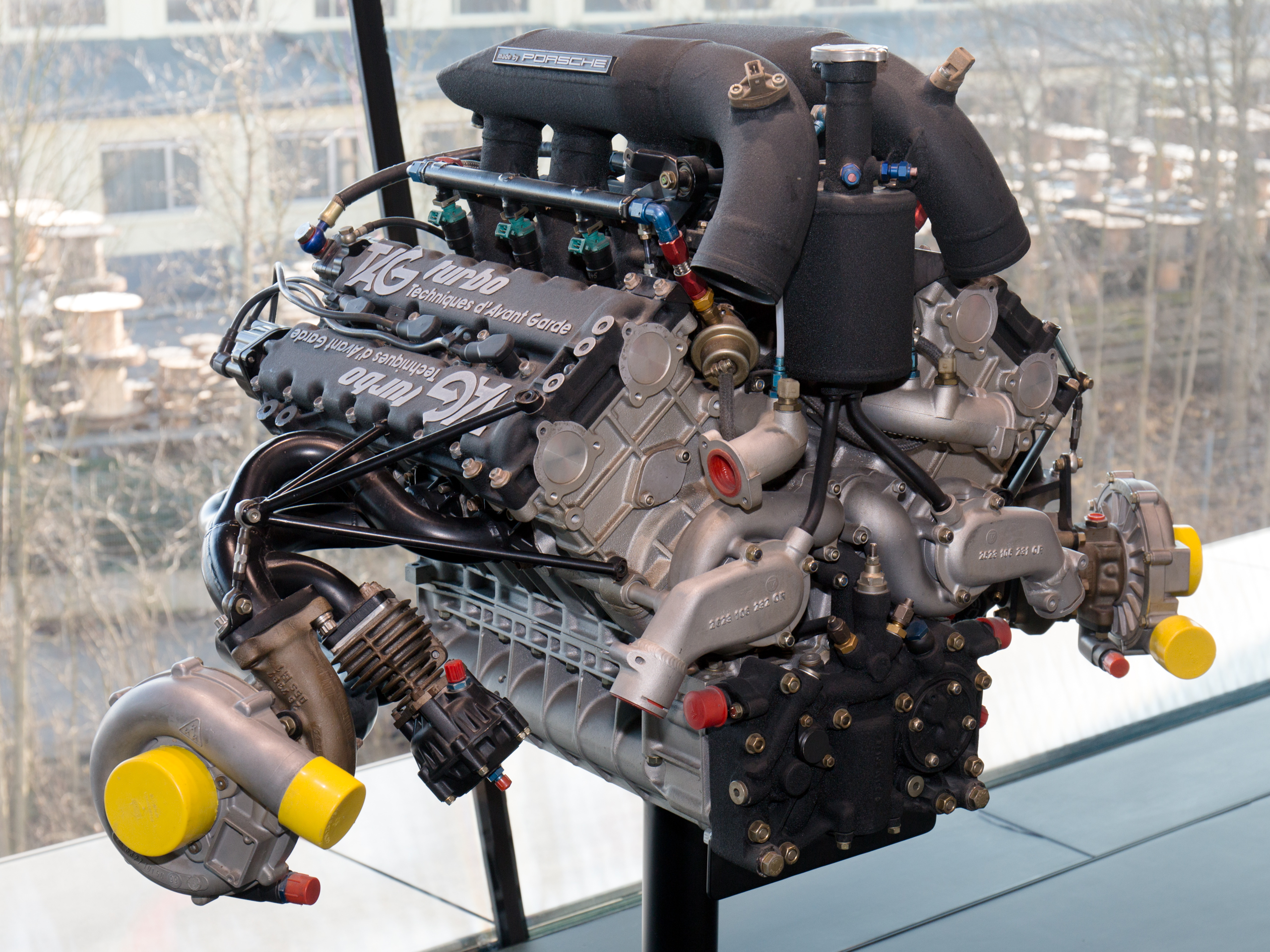
Le moteur V6 turbocompressé TAG Porsche TTE-P01 exposé au musée Porsche à Stuttgart.

| Saison | Écurie                         | Moteur                 | Pneus    | Pilotes     | Courses | Courses | Courses | Courses | Courses | Courses | Courses | Courses | Courses | Courses | Courses | Courses | Courses | Courses | Courses | Courses | Points inscrits | Classement |
| Saison | Écurie                         | Moteur                 | Pneus    | Pilotes     | 1       | 2       | 3       | 4       | 5       | 6       | 7       | 8       | 9       | 10      | 11      | 12      | 13      | 14      | 15      | 16      | Points inscrits | Classement |
| ------ | ------------------------------ | ---------------------- | -------- | ----------- | ------- | ------- | ------- | ------- | ------- | ------- | ------- | ------- | ------- | ------- | ------- | ------- | ------- | ------- | ------- | ------- | --------------- | ---------- |
| 1985   | Marlboro McLaren International | TAG Porsche TTE-P01 V6 | Goodyear |             | BRÉ     | POR     | SMR     | MON     | CAN     | DET     | FRA     | GBR     | ALL     | AUT     | P-B     | ITA     | BEL     | EUR     | AFS     | AUS     | 90              | Champion   |
| 1985   | Marlboro McLaren International | TAG Porsche TTE-P01 V6 | Goodyear | Niki Lauda  | Abd.    | Abd.    | 4e      | Abd.    | Abd.    | Abd.    | Abd.    | Abd.    | 5e      | Abd.    | 1er     | Abd.    | Np.     |         | Abd.    | Abd.    | 90              | Champion   |
| 1985   | Marlboro McLaren International | TAG Porsche TTE-P01 V6 | Goodyear | John Watson |         |         |         |         |         |         |         |         |         |         |         |         |         | 7e      |         |         | 90              | Champion   |
| 1985   | Marlboro McLaren International | TAG Porsche TTE-P01 V6 | Goodyear | Alain Prost | 1er     | Abd.    | Dsq.    | 1er     | 3e      | Abd.    | 3e      | 1er     | 2e      | 1er     | 2e      | 1er     | 3e      | 4e      | 3e      | Abd.    | 90              | Champion   |

Légende : ici 